# Langsett
Langsett är en civil parish i Storbritannien.   Den ligger i distriktet Barnsley i South Yorkshire iriksdelen England, i den centrala delen av landet, 240 km norr om huvudstaden London.